# Kelli Giddish
Kelli Giddish (Cumming, 13 de abril de 1980) é uma atriz americana. Ela é mais conhecida por interpretar a Det. Amanda Rollins na série de sucesso Law & Order: SVU

## Carreira
Ela se juntou ao elenco de All My Children em março de 2005, no papel de Di Henry. Em julho de 2007, a revista Soap Opera Weekly confirmou que Giddish saiu de All My Children em comum acordo com a produção do programa, fazendo sua última participação como Di em 19 de setembro de 2007.
Giddish se formou na Universidade de Evansville em Indiana, se formando em Teatro.
Ela também participou do filme Death in Love, que foi exibido no Festival de Sundance, e deu origem à personagem Courtney na websérie popular The Burg (theburg.tv).
Nicholas Bishop, Kelli Giddish e Ravi Patel fizeram parte do elenco da série de reencarnação da Fox, Past Life. A série é produzida pela WBTV e envolve investigadores de vidas passadas.  Bishop interpretou um detetive de homicídios recentemente despedido lidando com a morte da esposa. Giddish interpretou uma psicóloga e pesquisadora cognitiva que acredita em reencarnação. Patel interpretou um terapeuta excêntrico.
Em 18 de maio de 2009 a Fox colocou Past Life na sua programação de meio de temporada de 2010. A série estreou em 9 de fevereiro de 2010 e foi cancelada em 18 de fevereiro do mesmo ano.
Giddish interpretou a protagonista, U.S. Marshal Annie Frost, no drama policial Chase, que estreou na NBC no outono de 2010. A série foi cancelada no início de fevereiro de 2011.
Após mais de uma década no papel como Detective Rollins em Law and Order SVU, a atriz se despediu da franquia na vigésima quarta temporada. Giddish fez sua última aparição Eno nono episódio de "SVU" exibido em dezembro de 2022, onde seu personagem se casou com Dominick Carisi Jr. (Peter Scanavino)

## Créditos

### Filmografia
| Ano       | Filme                             | Papel                    | Notas                   |
| --------- | --------------------------------- | ------------------------ | ----------------------- |
| 2012      | O Grande Golpe                    | Tiny                     |                         |
| 2005      | Witches of the Caribbean          | Clara                    |                         |
| 2005–2007 | All My Children                   | Diana 'Di' Henry         |                         |
| 2006      | Walls                             | Sara                     |                         |
| 2006–2009 | The Burg                          | Courtney                 | 13 Episódios (Websérie) |
| 2007      | Law & Order: Special Victims Unit | Kara Bawson              |                         |
| 2007      | Law & Order: Criminal Intent      | Dana Stipe               |                         |
| 2007      | Damages                           | Heather Macdonald        | 2 Episódios             |
| 2008      | The Understudy                    | Simone                   |                         |
| 2008      | All's Faire                       | Cindy                    | Websérie                |
| 2008      | Without a Trace                   | Ariana Murphy            | 1 Episódio              |
| 2009      | Life on Mars (série americana)    | Carol                    | 1 Episódio              |
| 2010      | Past Life                         | Dr. Kate McGinn          | Protagonista            |
| 2010      | Chase                             | U.S. Marshal Annie Frost | Protagonista            |
| 2011      | Law & Order: Special Victims Unit | Det. Amanda Rollins      | Elenco Regular          |

### Outras participações
- Foi convidada em dois episódios de Soap Talk em 2006.
- Participou de três episódios da 2ª Temporada de The Good Wife em 2011, como a personagem Sophia.

### Curiosidades
- A atriz participou da série Law & Order: SVU como convidada no episódio 12 da oitava temporada como uma vítima de estupro, Kara Dawson. Na décima-primeira temporada, ela passou a fazer parte do elenco fixo daquela série , mas vivendo outra personagem: a detetive Amanda.